# Guwahati
Guwahati (en assamais : গুৱাহাটী ; en hindi : गुवाहाटी) antérieurement Gauhatî, — du sanskrit, guwa, « noix d'arec » et « haat », « le marché » — est la plus importante ville de l'Assam, État indien situé dans le Nord-Est du pays.
La ville sert aussi de centre culturel, capitale politique et commerciale pour la région. Elle est considérée traditionnellement comme le lieu de naissance du dieu Kâma. La capitale de l'État, Dispur, n'est qu'une de ses banlieues.

## Géographie

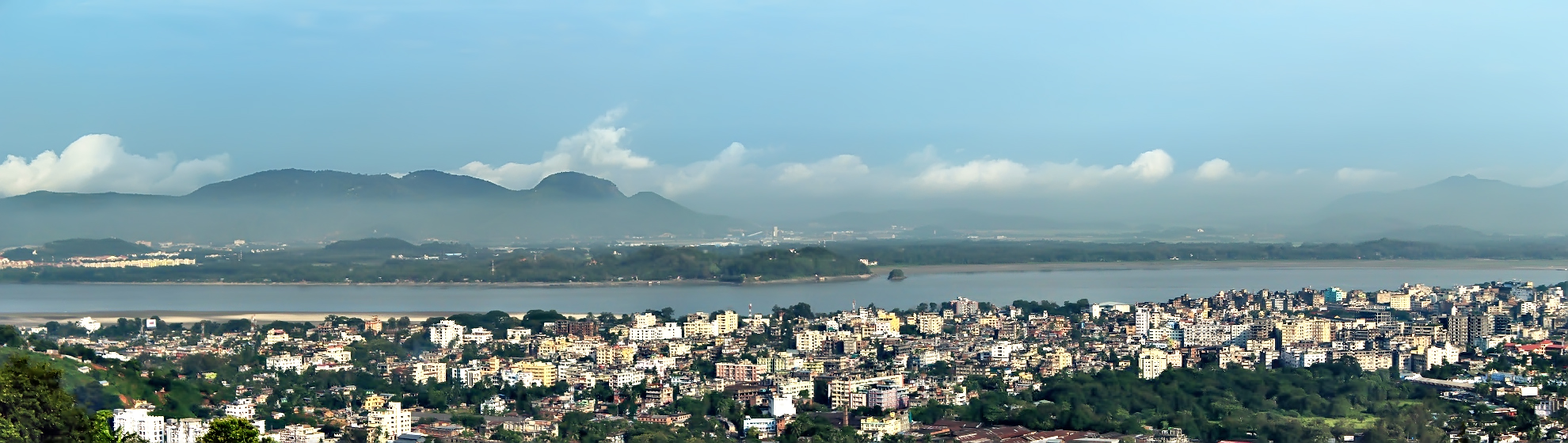
Vue de Guwahati.

Guwahati se situe entre la rive sud du Brahmapoutre et les collines du plateau de Shillong, situé au pied de l'Himalaya.
Elle a souffert d'un sévère tremblement de terre le 12 juin 1897.

## Économie
Aujourd'hui, Guwahati abrite le plus grand marché aux enchères pour le thé de l'Inde.
La ville est desservie par l'aéroport international Lokpriya Gopinath Bordoloi.

## Transports

### Aérien
Guwahati est desservi par l'aéroport international Lokpriya Gopinath Bordoloi, situé à Borjhar, à environ 20 km du centre-ville.
C'est le neuvième aéroport indien quant au trafic.

### Ferroviaire
Le train Dibrugarh-Kânyâkumârî Vivek Express qui relie Dibrugarh, dans l'Assam, à Kânyâkumârî, au Tamil Nadu, fait un arrêt dans la gare de Guwahati.

### Routier
La ville a 218 km de routes.
La route nationale 31 relies Guwahati aux états du Bihar, du Jharkhand et du Bengale-Occidental.
La route nationale 37 allant de Goalpara en Assam à Dimapur au Nagaland traverse tout l'Assam et relie Guwahati à toutes les villes principales de l'Assam dont Jorhat, Dibrugarh et Bongaigaon. 
La route nationale 17 relie Guwahati à Sevoke.

## Histoire
La ville est la cité de Pragjyotisha, capitale du râja Bhavadatta, du Mahābhārata. Des fouilles archéologiques ont mis au jour une partie de la ville datant du VIe siècle. Les rois Pala la dotent de temples au Xe et au XIe siècles. Au cours du XVIIe siècle, la ville est l'enjeu d'une lutte entre les Moghols et les Âhoms, elle changera de camp huit fois en 50 ans, puis, en 1681, devient la résidence du gouverneur Âhom du bas Assam et finalement en 1786 la capitale du râja Âhom.
Lors de l'intégration de l'Assam au Raj britannique en 1826, Gauhatî devient le centre administratif de l'Assam, ce qu'elle reste jusqu'en 1874, année à laquelle il est déplacé à Shillong.

## Lieux et monuments
La ville est connue pour ses temples hindous, dont les plus importants sont le Kâmâkhya, le Navagrahâ, et le Geeta Mandir. Le Kâmâkhya, situé à une dizaine de kilomètres au sud de la ville et reconstruit en 1565, est un centre de pèlerinage tantrique dédié à Kâlî où les fidèles reconnaissent dans une fente du rocher le yoni de la déesse auquel était offert, jusqu'au XIXe siècle, des sacrifices humains.

## Galerie

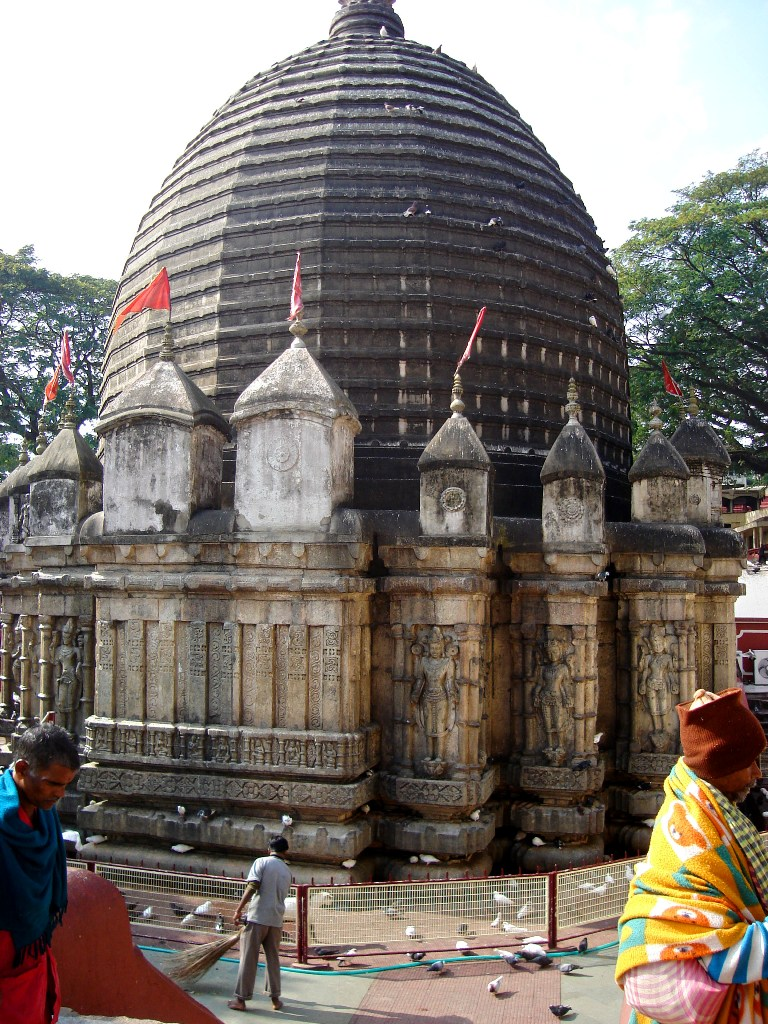
Temple Kâmâkhya.
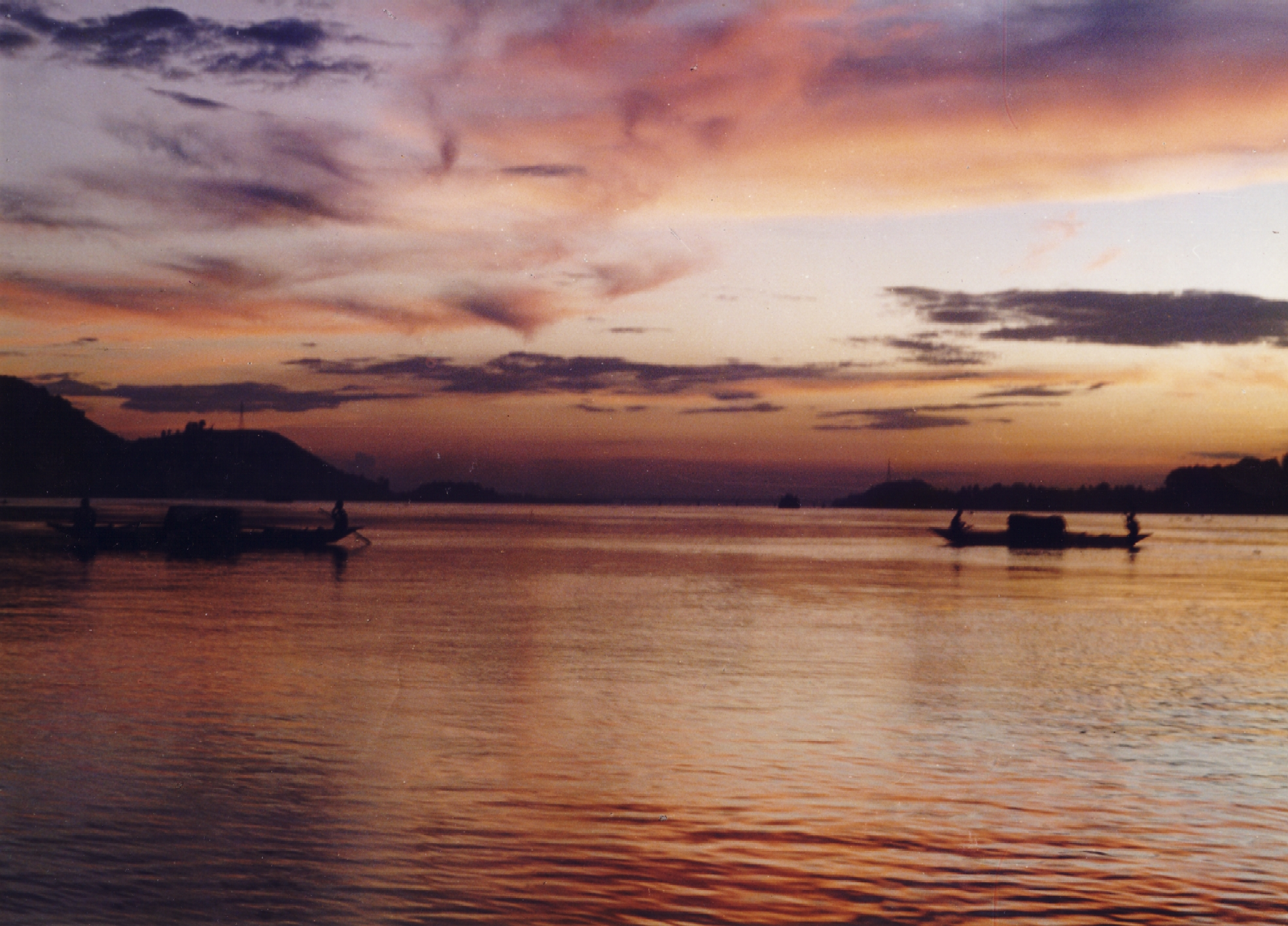
Coucher de soleil sur le Brahmapoutre.

## Sources
- Louis Frédéric, Dictionnaire de la civilisation indienne, Robert Laffont, 1987, 1276 p. (ISBN 2-221-01258-5)